# Нижнеозерецкий
Нижнеозерецкий — поселок в Приволжском районе Самарской области. Входит в состав сельского поселения Ильмень. 

## География
Находится на расстоянии примерно 12 километров по прямой на восток от районного центра села Приволжье.

## Население
Постоянное население составляло 478 человек (русские 88%) в 2002 году, 437 в 2010 году.

## Инфраструктура
Фельдшерско-акушерский пункт, культурно-досуговый центр, почтовое отделение, детсад, библиотека, два магазина.